# Wereldbeker schaatsen 2012/2013 - Wereldbeker 1
De Wereldbeker schaatsen 2012/2013 Wereldbeker 1 was de eerste wedstrijd van het Wereldbekerseizoen die van 16 tot en met 18 november 2012 plaatsvond in Thialf in Heerenveen, Nederland.

## Tijdschema
| Datum                | Tijd  | Onderdeel |
| -------------------- | ----- | --- |
| Vrijdag 16 november  | 16:00 | 1e 500 m vrouwen 3000 m vrouwen 5000 m mannen                                                                |
| Zaterdag 17 november | 14:00 | 1e 500 m mannen 2e 500 m vrouwen 1000 m mannen 1500 m vrouwen ploegenachtervolging mannen massastart vrouwen |
| Zondag 18 november   | 14:00 | 2e 500 m mannen 1000 m vrouwen 1500m mannen ploegenachtervolging vrouwen massastart mannen                   |

## Belgische deelnemers
| 1500m                | Mannen  | Bart Swings                                   | A                                             |                                               |                                               |                                               |                                               |                                               |                                               |                                               |                                               |
| 1500m                | Vrouwen | Jelena Peeters                                | B                                             |                                               |                                               |                                               |                                               |                                               |                                               |                                               |                                               |
|                      |         |                                               |                                               |                                               |                                               |                                               |                                               |                                               |                                               |                                               |                                               |
| 5000m                | Mannen  | Bart Swings                                   | A                                             | Ferre Spruyt                                  | B                                             | Maarten Swings                                | B                                             |                                               |                                               |                                               |                                               |
| 3000m                | Vrouwen | Jelena Peeters                                | B                                             |                                               |                                               |                                               |                                               |                                               |                                               |                                               |                                               |
|                      |         |                                               |                                               |                                               |                                               |                                               |                                               |                                               |                                               |                                               |                                               |
| Ploegenachtervolging | Mannen  | Wannes Van Praet, Ferre Spruyt en Bart Swings | Wannes Van Praet, Ferre Spruyt en Bart Swings | Wannes Van Praet, Ferre Spruyt en Bart Swings | Wannes Van Praet, Ferre Spruyt en Bart Swings | Wannes Van Praet, Ferre Spruyt en Bart Swings | Wannes Van Praet, Ferre Spruyt en Bart Swings | Wannes Van Praet, Ferre Spruyt en Bart Swings | Wannes Van Praet, Ferre Spruyt en Bart Swings | Wannes Van Praet, Ferre Spruyt en Bart Swings | Wannes Van Praet, Ferre Spruyt en Bart Swings |
|                      |         |                                               |                                               |                                               |                                               |                                               |                                               |                                               |                                               |                                               |                                               |
| Massastart           | Mannen  | Bart Swings                                   | A                                             | Ferre Spruyt                                  | B                                             | Maarten Swings                                | B                                             |                                               |                                               |                                               |                                               |
| Massastart           | Vrouwen | Nele Armée                                    | Nele Armée                                    | Jelena Peeters                                | Jelena Peeters                                |                                               |                                               |                                               |                                               |                                               |                                               |

De beste Belg per afstand is vet gezet

## Nederlandse deelnemers
| Afstand              | Geslacht | Deelnemers, A- of B-groep                        | Deelnemers, A- of B-groep                        | Deelnemers, A- of B-groep                        | Deelnemers, A- of B-groep                        | Deelnemers, A- of B-groep                        | Deelnemers, A- of B-groep                        | Deelnemers, A- of B-groep                        | Deelnemers, A- of B-groep                        | Deelnemers, A- of B-groep                        | Deelnemers, A- of B-groep                        |
| -------------------- | -------- | ------------------------------------------------ | ------------------------------------------------ | ------------------------------------------------ | ------------------------------------------------ | ------------------------------------------------ | ------------------------------------------------ | ------------------------------------------------ | ------------------------------------------------ | ------------------------------------------------ | ------------------------------------------------ |
| 1e 500m              | Mannen   | Michel Mulder                                    | A                                                | Ronald Mulder                                    | A                                                | Kjeld Nuis                                       | A                                                | Hein Otterspeer                                  | A                                                | Jan Smeekens                                     | A                                                |
| 1e 500m              | Vrouwen  | Margot Boer                                      | A                                                | Marrit Leenstra                                  | A                                                | Thijsje Oenema                                   | A                                                | Laurine van Riessen                              | A                                                | Anice Das                                        | B                                                |
|                      |          |                                                  |                                                  |                                                  |                                                  |                                                  |                                                  |                                                  |                                                  |                                                  |                                                  |
| 2e 500m              | Mannen   | Michel Mulder                                    | A                                                | Ronald Mulder                                    | A                                                | Kjeld Nuis                                       | A                                                | Hein Otterspeer                                  | A                                                | Jan Smeekens                                     | A                                                |
| 2e 500m              | Vrouwen  | Margot Boer                                      | A                                                | Anice Das                                        | A                                                | Marrit Leenstra                                  | A                                                | Thijsje Oenema                                   | A                                                | Laurine van Riessen                              | A                                                |
|                      |          |                                                  |                                                  |                                                  |                                                  |                                                  |                                                  |                                                  |                                                  |                                                  |                                                  |
| 1000m                | Mannen   | Rhian Ket                                        | A                                                | Kjeld Nuis                                       | A                                                | Hein Otterspeer                                  | A                                                | Pim Schipper                                     | A                                                | Sjoerd de Vries                                  | A                                                |
| 1000m                | Vrouwen  | Lotte van Beek                                   | A                                                | Anice Das                                        | A                                                | Marrit Leenstra                                  | A                                                | Laurine van Riessen                              | A                                                | Diane Valkenburg                                 | A                                                |
|                      |          |                                                  |                                                  |                                                  |                                                  |                                                  |                                                  |                                                  |                                                  |                                                  |                                                  |
| 1500m                | Mannen   | Thomas Krol                                      | A                                                | Kjeld Nuis                                       | A                                                | Renz Rotteveel                                   | A                                                | Maurice Vriend                                   | A                                                | Koen Verweij                                     | A                                                |
| 1500m                | Vrouwen  | Lotte van Beek                                   | A                                                | Marije Joling                                    | A                                                | Marrit Leenstra                                  | A                                                | Laurine van Riessen                              | A                                                | Linda de Vries                                   | A                                                |
|                      |          |                                                  |                                                  |                                                  |                                                  |                                                  |                                                  |                                                  |                                                  |                                                  |                                                  |
| 5000m                | Mannen   | Jorrit Bergsma                                   | A                                                | Ted-Jan Bloemen                                  | A                                                | Jan Blokhuijsen                                  | A                                                | Bob de Jong                                      | A                                                | Sven Kramer                                      | A                                                |
| 3000m                | Vrouwen  | Marije Joling                                    | A                                                | Antoinette de Jong                               | A                                                | Jorien ter Mors                                  | A                                                | Diane Valkenburg                                 | A                                                | Ireen Wüst                                       | A                                                |
|                      |          |                                                  |                                                  |                                                  |                                                  |                                                  |                                                  |                                                  |                                                  |                                                  |                                                  |
| Ploegenachtervolging | Mannen   | Jan Blokhuijsen, Sven Kramer, Koen Verweij       | Jan Blokhuijsen, Sven Kramer, Koen Verweij       | Jan Blokhuijsen, Sven Kramer, Koen Verweij       | Jan Blokhuijsen, Sven Kramer, Koen Verweij       | Jan Blokhuijsen, Sven Kramer, Koen Verweij       | Jan Blokhuijsen, Sven Kramer, Koen Verweij       | Jan Blokhuijsen, Sven Kramer, Koen Verweij       | Jan Blokhuijsen, Sven Kramer, Koen Verweij       | Jan Blokhuijsen, Sven Kramer, Koen Verweij       | Jan Blokhuijsen, Sven Kramer, Koen Verweij       |
| Ploegenachtervolging | Vrouwen  | Marije Joling, Marrit Leenstra, Diane Valkenburg | Marije Joling, Marrit Leenstra, Diane Valkenburg | Marije Joling, Marrit Leenstra, Diane Valkenburg | Marije Joling, Marrit Leenstra, Diane Valkenburg | Marije Joling, Marrit Leenstra, Diane Valkenburg | Marije Joling, Marrit Leenstra, Diane Valkenburg | Marije Joling, Marrit Leenstra, Diane Valkenburg | Marije Joling, Marrit Leenstra, Diane Valkenburg | Marije Joling, Marrit Leenstra, Diane Valkenburg | Marije Joling, Marrit Leenstra, Diane Valkenburg |
|                      |          |                                                  |                                                  |                                                  |                                                  |                                                  |                                                  |                                                  |                                                  |                                                  |                                                  |
| Massastart           | Mannen   | Jorrit Bergsma                                   | A                                                | Christijn Groeneveld                             | A                                                | Arjan Stroetinga                                 | A                                                |                                                  |                                                  |                                                  |                                                  |
| Massastart           | Vrouwen  | Mariska Huisman                                  | Mariska Huisman                                  | Marije Joling                                    | Marije Joling                                    | Jorien ter Mors                                  | Jorien ter Mors                                  |                                                  |                                                  |                                                  |                                                  |

De beste Nederlander per afstand is vet gezet

## Podia

### Mannen
| Wedstrijd            | Goud                                               | Tijd    | Zilver                                              | Tijd    | Brons                                                  | Tijd    |
| 1e 500 m             | Pekka Koskela Finland                              | 34,96   | Artur Waś Polen                                     | 34,98   | Jan Smeekens Nederland                                 | 35,07   |
| 2e 500 m             | Joji Kato Japan                                    | 34,98   | Jan Smeekens Nederland                              | 35,04   | Mo Tae-bum Zuid-Korea                                  | 35,15   |
| 1000 m               | Denny Morrison Canada                              | 1.09,43 | Pekka Koskela Finland                               | 1.09,51 | Kjeld Nuis Nederland                                   | 1.09,53 |
| 1500 m               | Maurice Vriend Nederland                           | 1.46,13 | Håvard Bøkko Noorwegen                              | 1.46,40 | Sverre Lunde Pedersen Noorwegen                        | 1.46,54 |
| 5000 m               | Sven Kramer Nederland                              | 6.16,09 | Jorrit Bergsma Nederland                            | 6.16,78 | Jan Blokhuijsen Nederland                              | 6.16,81 |
| Ploegenachtervolging | Nederland Jan Blokhuijsen Sven Kramer Koen Verweij | 3.39,76 | Rusland Jevgeni Lalenkov Denis Joeskov Ivan Skobrev | 3.42,90 | Zuid-Korea Joo Hyung-joon Ko Byung-wook Lee Seung-hoon | 3.43,57 |
|                      |                                                    |         |                                                     |         |                                                        |         |
| Massastart           | Christijn Groeneveld Nederland                     | 31 pnt. | Arjan Stroetinga Nederland                          | 15 pnt. | Alexis Contin Frankrijk                                | 12 pnt. |

### Vrouwen
| Wedstrijd            | Goud                                                      | Tijd    | Zilver                                                   | Tijd       | Brons                                                      | Tijd       |
| 1e 500 m             | Lee Sang-hwa Zuid-Korea                                   | 37,85   | Heather Richardson Verenigde Staten                      | 37,95      | Nao Kodaira Japan                                          | 38,26      |
| 2e 500 m             | Lee Sang-hwa Zuid-Korea                                   | 37,92   | Heather Richardson Verenigde Staten                      | 38,13      | Jenny Wolf Duitsland                                       | 38,14      |
| 1000 m               | Heather Richardson Verenigde Staten                       | 1.15,27 | Zhang Hong China                                         | 1.15,41    | Lotte van Beek Nederland                                   | 1.15,83    |
| 1500 m               | Christine Nesbitt Canada                                  | 1.56,35 | Marrit Leenstra Nederland                                | 1.56,42    | Lotte van Beek Nederland                                   | 1.57,42    |
| 3000 m               | Stephanie Beckert Duitsland                               | 4.04,39 | Martina Sáblíková Tsjechië                               | 4.06,71    | Jorien ter Mors Nederland                                  | 4.06,90    |
| Ploegenachtervolging | Duitsland Stephanie Beckert Isabell Ost Claudia Pechstein | 3.01,14 | Nederland Marije Joling Marrit Leenstra Diane Valkenburg | 3.02,33(1) | Canada Ivanie Blondin Christine Nesbitt Brittany Schussler | 3.02,33(7) |
|                      |                                                           |         |                                                          |            |                                                            |            |
| Massastart           | Mariska Huisman Nederland                                 | 31 pnt. | Jorien ter Mors Nederland                                | 15 pnt.    | Claudia Pechstein Duitsland                                | 14 pnt.    |